# АДУ-1000
АДУ-1000 (рос. антенны дальнего участка 1000 м2, антени дальньої ділянки з ефективною поверхнею 1000 м2) — комплекс приймальних та передавальних радіоантен у Криму біля Євпаторії, частина приймального комплексу «Плутон» Національного центру управління та випробувань космічних засобів Україні.
Побудовані всього за один рік, ці антени забезпечували всі програми СРСР з дослідження далекого космосу до кінця 1970-х років, поки їм на зміну не було побудовано антену РТ-70 (теж біля Євпаторії). На базі цих антен було створено перший радянський планетний локатор діапазону дециметрових хвиль, проведено перші у світі радіолокаційні дослідження Венери, Марса та Меркурія та уточнено моделі їх руху.
Комплекс «Плутон» складався з трьох відокремлених приймальних та передавальних антен АДУ-1000. Передавальна (К1) знаходилася на 2-му майданчику Центру далекого космічного зв'язку біля селища Заозерне, нині демонтована. Дві приймальні (К2 і К3) знаходяться на 1-му майданчику Центру далекого космічного зв'язку. Рознесення антен на 8,5 км було пов'язане з необхідністю ізолювати чутливе приймальне обладнання на 1-му майданчику від потужного випромінювання передаючих антен на 2-му майданчику.

## Характеристики
Антена АДУ-1000 працює в дециметровому діапазоні хвиль (λ=30-40 см; запитна радіолінія — 770 МГц, радіолінія у відповідь — 921 МГц). Ефективна площа антени 900 м², шумова температура при зенітному положенні антени 25 К. Ширина діаграми спрямованості антени на приймальній частоті в горизонтальній площині становить 16 кутових хвилин, у вертикальній — 36 кутових хвилин. На передавальній частоті ширина діаграми спрямованості дорівнюють відповідно 19 і 40 кутових хвилин.
1960 року потужність передавача в режимі неперервного випромінювання дорівнювала 10 кВт. Потім потужність було підвищено до 40 кВт, а потім до 100 кВт. В імпульсному режимі потужність досягає 250 МВт у стерадіан. 1962 року комплекс було модернізовано. На ньому було встановлено прийомну апаратуру в сантиметровому діапазоні. Були застосовані малошумні квантові підсилювачі на парамагнітних кристалах, охолоджуваних рідким гелієм. Після модернізації ефективна площа антени в дециметровому діапазоні склала 650 м2, в сантиметровому — 450 м2. Розмір променя — 2500×1250 кутових секунд.
Антена має програмне наведення з точністю 1 кутової хвилини. Дальність зв'язку — 300 млн км. Швидкість передачі наукової інформації становила до 3 кбіт/с при прийомі телеметрії та до 6 кбіт/с при прийомі зображень. Комплекс «Плутон» складався з трьох антен АДУ-1000 на двох окремих майданчиках, рознесених на 8,5 км, щоб ізолювати чутливе приймальне обладнання на 1-му майданчику від потужного випромінювання передавальних антен на 2-му майданчику. В 2013 році передавальна антена К1 була демонтована.
|    | Тип          | Розташування                      | Координати                                                                      | Примітки           |
| -- | ------------ | --------------------------------- | ------------------------------------------------------------------------------- | ------------------ |
| К1 | передавальна | 2-й майданчик НЦУВКЗ, с. Заозерне | 45°10′13.18″ пн. ш. 33°15′11.18″ сх. д. / 45.1703278° пн. ш. 33.2531056° сх. д. | демонтована в 2013 |
| К2 | приймальна   | 1-й майданчик НЦУВКЗ, с. Вітине   | 45°13′14.37″ пн. ш. 33°10′17.25″ сх. д. / 45.2206583° пн. ш. 33.1714583° сх. д. |                    |
| К3 | приймальна   | 1-й майданчик НЦУВКЗ, с. Вітине   | 45°13′14.24″ пн. ш. 33°9′55.41″ сх. д. / 45.2206222° пн. ш. 33.1653917° сх. д.  |                    |

|                     |
| Передавальна антена |

|                       |
| Дві приймальні антени |

## Конструкція

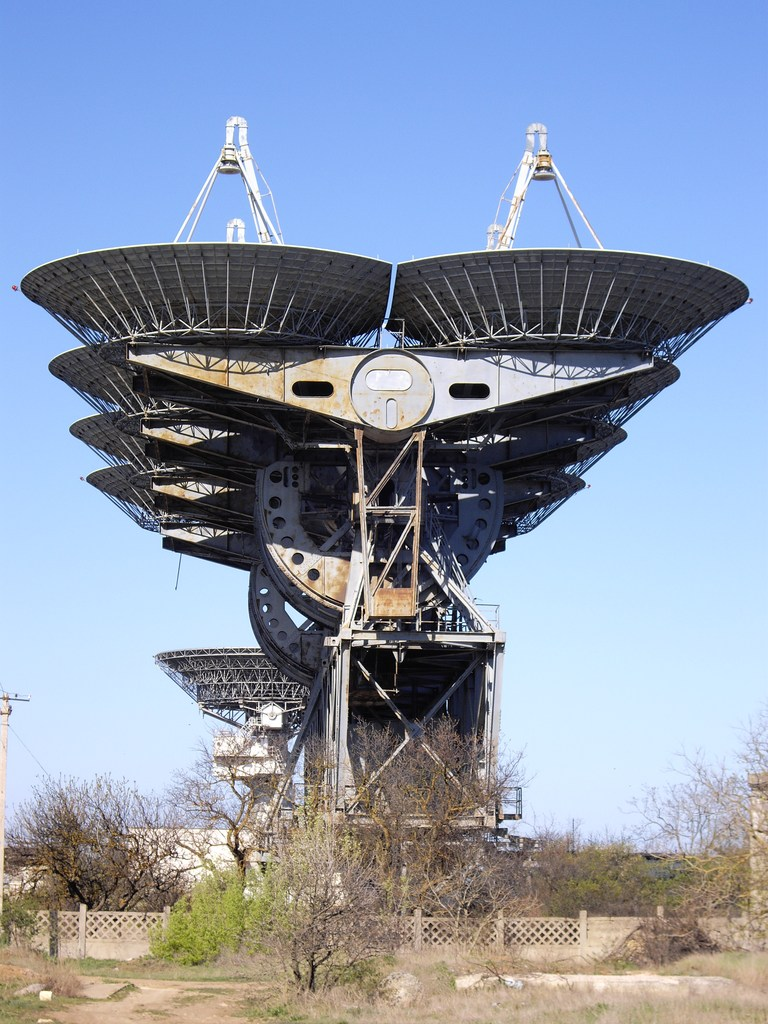
8 параболічних антен, розташованих у 2 ряди по 4 дзеркала

Антена АДУ-1000 є решіткою з восьми 16-метрових алюмінієвих параболічних дзеркал, розташованих у два ряди по чотири дзеркала на загальному поворотному пристрої. Антени закріплені на фермі залізничного мосту, яка встановлена на опорно-поворотному пристрої 305-міліметрових гарматних башт головного калібру утилізованих крейсерів типу «Сталінград». Поворотні пристрої гарматних башт особисто відбирали Сергій Корольов та Мстислав Келдиш. Вся антена спирається на бетонну основу, виконану з високою точністю. Використання готових конструкцій дозволило збудувати антени в прискорені терміни. Рухомі частини кожної антени важать 1500 тонн. Фідерний тракт приймальної антени виконаний з використанням хвилеводів 292×146 мм. Сигнали підсумовуються спочатку від кожної вертикальної пари дзеркал, потім від двох сусідніх пар, об'єднаних у четвірку, і, нарешті, від двох четвірок, що утворюють вісімку.
«Кадр», перша радянська система цифрового програмного управління наведенням антен АДУ-1000, була створена в 1960 році в ЦНДІ «Агат» під керівництвом Я. О. Хетагурова. За цю роботу Хетагуров та інші розробники системи «Кадр» були нагороджені орденами та медалями. Електроприводи антен АДУ-1000 були розроблені та налагоджені НДІ автоматики та гідравліки. Радіосистеми комплексу «Плутон» створювалася СКБ-567. 16-метрові параболічні антени виготовляв Горьківський машинобудівний завод оборонної промисловості, металоконструкцію для їх об'єднання монтувало НДІ важкого машинобудування, електроніку системи наведення та управління антенами розробляв МНДІ-1 суднобудівної промисловості.
У 1961 році передавальна антена була модернізована для забезпечення роботи планетного радіолокатора. Системи планетного радара були розроблені в Інституті радіотехніки та електроніки АН СРСР і створені у вигляді макетів. Були вперше застосовані нещодавно винайдені мазери. Роботами керував А. В. Францессон. Цього ж року здійснено першу у світі радіолокацію Венери. У 1962 році були модернізовані й приймальні антени для забезпечення одночасного прийому в дециметровому та сантиметровому діапазонах (λ=8 см). Для цього дзеркальна система виконана за дводзеркальною схемою Кассегрена і встановлений двочастотний опромінювач. Фідерний тракт сантиметрового діапазону виконаний на базі круглих хвилеводів діаметром 70 та 120 мм.

## Наукові завдання

### Космічний зв'язок
Комплекс «Плутон» забезпечував усі радянські програми дослідження далекого космосу до кінця 1970-х років. У 1960-1970-х роках велися роботи з космічними апаратами «Венера», у 1970-х роках — з космічними апаратами «Марс», у 1995—2000 — з «Інтербол-1», 16 листопада 1996 року — з невдалою російською космічною місією «Марс-96».

### Радіолокація планет Сонячної системи

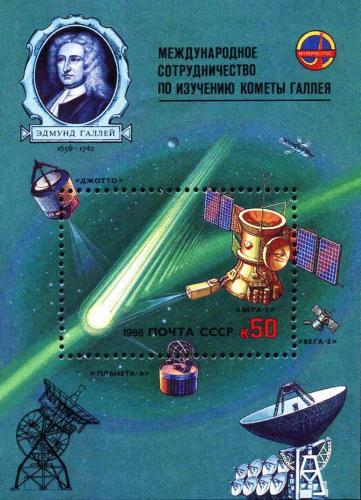
Поштовий блок СРСР 1986 року, присвячений дослідженню комети Галлея із зображенням АДУ-1000

18 і 26 квітня 1961 року здійснено першу у світі успішну радіолокацію Венери й таким чином встановлено, що астрономічна одиниця дорівнює (149 599 300 ± 2000) км. У червні 1962 року, після підвищення чутливості приймальної апаратури, зроблена перша у світі радіолокація Меркурія. Вона підтвердила значення астрономічної одиниці, одержане при локації Венери. При локації Меркурія було визначено коефіцієнт відбиття поверхні планети рівний 3—7 %. Роком пізніше таку ж локацію було проведено й у США. У жовтні-листопаді 1962 року проведено повторне радіолокаційне дослідження Венери. Повторна радіолокація дозволила уточнити значення астрономічної одиниці: воно виявилося рівним (149 598 100 ± 750) км. При локації Венери було також визначено коефіцієнт відбиття її поверхні, 12—18 %. Це означало, що на поверхні Венери є тверді породи, близькі за властивостями до порід Землі.
19 і 24 листопада 1962 року було здійснено радіозв'язок через планету Венера. Ініціатором цієї радіопередачі був О. Н. Ржига. Для модуляції використовувався код Морзе, тривалість точки становила 10 сек, тире — 30 сек, в десятисекундних паузах випромінювалося номінальне значення несучої частоти (λ = 39 см), при передачі «точок» і «тире» випромінювана частота збільшувалася на 62,5 Гц, загальний час радіопередачі становив 8 хвилин. 19 листопада було передано телеграфним кодом слово «МИР», через 4 хвилини 32,7 секунди відбитий від Венери сигнал було прийнято на Землі. 24 листопада було надіслано радіотелеграфне повідомлення зі слів «ЛЕНИН», «СССР», і відбитий від поверхні Венери сигнал було прийнято через 4 хвилини 44,7 секунди. Це так зване «Послання «Мир», «Ленін», «СРСР»», пройшовши повз Венеру, вирушило в бік зорі HD131336 із сузір'я Терези, ставши першою радіопередачею для позаземних цивілізацій в історії людства.
У лютому 1963 року проведено радіолокацію Марса. У цей час Марс знаходився на відстані 100 млн км від Землі. Коефіцієнт відбиття виявився меншим, ніж у Венери, але часом досягав 15 %. Це вказувало, що на Марсі є рівні горизонтальні ділянки розміром понад кілометр. Подальше удосконалення планетного локатора дозволило у вересні — жовтні 1963 року провести локацію Юпітера. Юпітер у цей період знаходився за 600 млн км від Землі. Радіохвилі, надіслані до Юпітера, поверталися на Землю через 1 годину 6 хвилин, пройшовши 1 млрд 200 млн км. Коефіцієнт відбиття поверхні Юпітера понад 10 %. Експеримент показав, що радіозв'язок за допомогою АДУ-1000 можливий і на відстані кількох сотень мільйонів кілометрів.

### Астрофізичні дослідження далекого космосу
З 1962 року відділ радіоастрономії Державного астрономічного інституту імені Штернберга почав спостереження на на антенах АДУ-1000 на хвилях 32 і 7 см. Наприкінці 1950-х центральною проблемою астрономії було питання про джерела релятивістських частинок. Найбільш вірогідним джерелом була Крабоподібна туманність. Спостереження на АДУ-1000 покриття Місяцем туманності 16 квітня 1964 року виявили дифракційну картинку, що відповідає компактному радіоджерелу. Було зафіксовано зміну яскравості компактної області у південно-східній частині Крабоподібної туманності, випромінювання якої суттєво знизилося наступного дня. Надалі було показано, що ця особливість утворена хмарою релятивістських електронів, що проходять у тангенціальному напрямку магнітної трубки. Також досліджувалися радіоджерела у скупченнях галактик, радіовипромінювання нормальних галактик та планетарних туманностей, подвійні радіоджерела. Особливий історичний інтерес становить виявлення Р. Б. Шоломіцьким змінності потоку радіовипромінювання квазара CTA-102.

### Дослідження Сонця
Використовуваний комплексом «Плутон» частотний діапазон добре представний у радіовипромінюванні Сонця, він є оптимальним для побудови тривимірних радіозображень Сонця та досліджень навколосонячної плазми. Просторова роздільна здатність радіотелескопа на диску Сонця становить близько 1000 км. У 2004 році за допомогою АДУ-1000 вивчався вплив корональних дір на земні прояви сонячної активності.

## Історія

### Будівництво комплексу

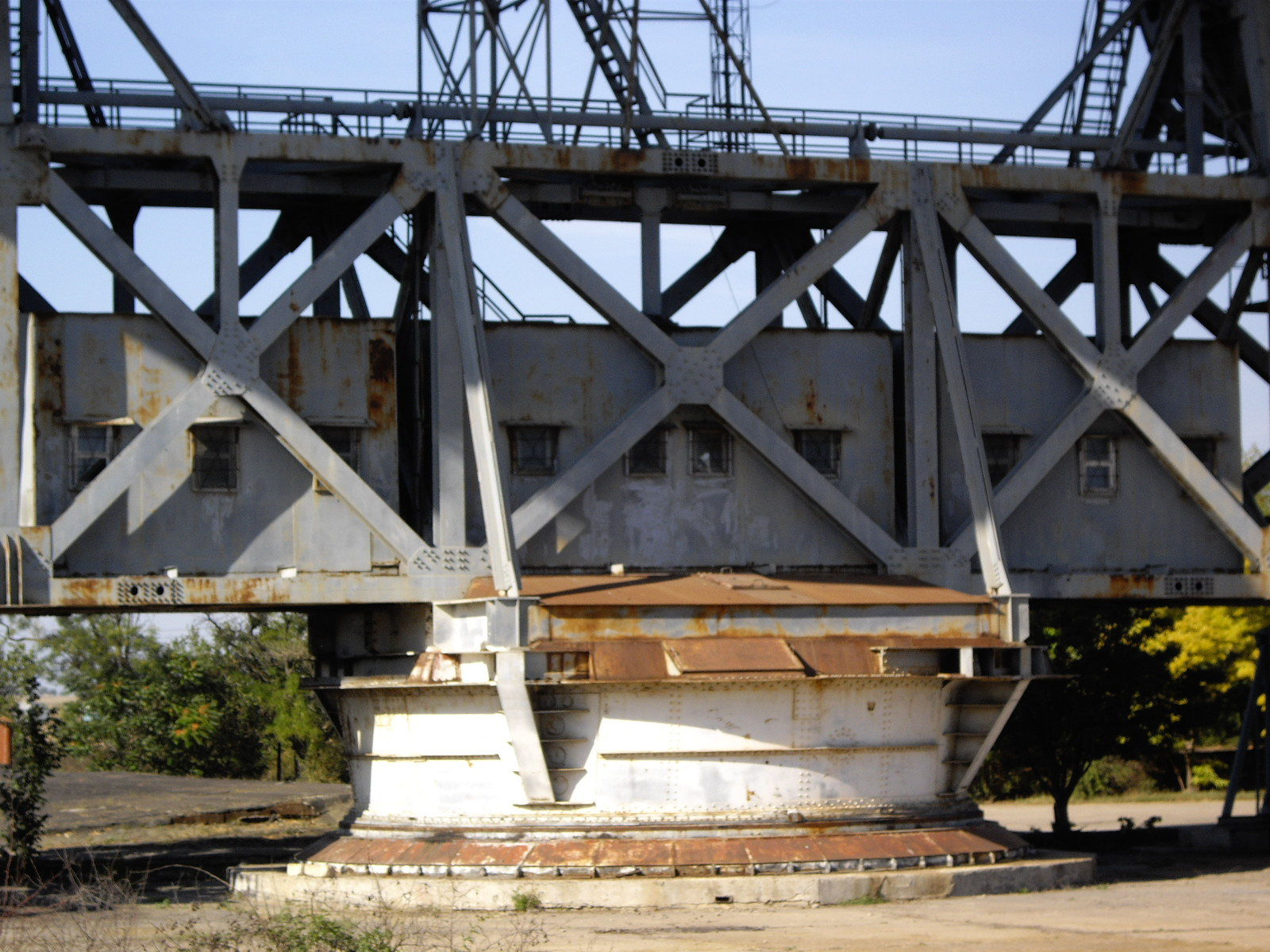
Ферма мосту на опорно-поворотному пристрої 305-міліметрової корабельної гармати

На зорі космічної ери, в кінці 1950-х років, зв'язок з міжпланетними космічними апаратами потребував параболічної антени діаметром близько 100 метрів. Однак спорудження такої антени потребувало 5-7 років, натомість як перші пуски радянських космічних апаратів до Марса планувалися на жовтень 1960 року. Головний конструктор СКБ-567 Є. С. Губенко прийняв оригінальну пропозицію інженера Є. Б. Коренберга побудувати замість однієї великої параболічної антени систему із восьми стандартних 16-метрових параболоїдів. Були використані готові металоконструкції опорно-поворотних механізмів гарматних башт воєнних кораблів, що дозволило пришвидшити будівництво.
Місце будівництва обрали з наступних міркувань:
- Крим перебував у західній частині СРСР, і тут першими зустрічали супутники на першому витку після старту з Байконура (при звичайних для радянських космічних апаратів орбітах з нахилом 65°)
- У західній рівнинній частині Криму дуже чистий горизонт, що дозволяє встановлювати стійкий зв'язок з космічними апаратами вже при куті 7° над горизонтом.
- Тут велика кількість сонячних днів у році та найменша кількість опадів, навіть у порівнянні із сусідньою Євпаторією.
- Близькість до екватора дозволяла збільшити зону охоплення та забезпечити стійкий зв'язок із космічними апаратами.
- М'який клімат без сильного перепаду температур.
- Розвинена інфраструктура: аеродроми, залізниці, автомобільні дороги, лінії електропередач, що дозволяло зменшити капіталовкладення та прискорити будівництво.
- Незважаючи на близькість до чорноморських пляжів, у цьому районі узбережжя малолюдне навіть у пік сезону.

Будівництво було доручене військовим з Євпаторійського управління начальника робіт під командуванням полковника В. Я. Левіна. Спорудження першої черги «об'єкта МВ» (що розшифровується як «Марс-Венера») почалося в березні 1960 року. Роботи йшли швидкими темпами і вже через 7 місяців, у вересні 1960 року, на 2-му майданчику була встановлена приймальна АДУ-1000. Але заплановані старти космічних апаратів не відбулися через аварії ракет-носіїв.

### Робота за радянською космічною програмою
У грудні 1960 року антени були відкалібровані за космічними радіоджерелами. Практична робота комплексу розпочалася зі станцією «Венера-1», запущеною в лютому 1961 року. Потім був запуск станції «Марс-1» у листопаді 1962 року. У 1970-х роках успішно велися роботи з космічними апаратами Венера й Марс. Пізніше «об'єкт МВ» почав працювати і з пілотованими космічними апаратами і був основним центром управління польотами до будівництва нового центру управління польотами в місті Корольов в РРФСР, після чого «Плутон» виконував функції запасного центру управління польотами.
До будівництва в 1964 році в Голдстоуні (США) 64-метрової антени, комплекс «Плутон» був найпотужнішою системою далекого космічного зв'язку. До кінця 1970-х років «Плутон» забезпечував всі радянські програми дослідження далекого космосу, поки його не заступила побудована поруч антена РТ-70.

### Під владою України
У 2008 році було запропоновано створення імпульсного радіолокатора на основі існуючих радіотехнічних систем для стеження за астероїдами, каталогізації космічного сміття, дослідження сонячної корони, навколосонячної та міжпланетної плазми. В цьому бістатичному радіолокаторі АДУ-1000 мав грати роль приймальної антени, а П-400 — передавача. Такий радіолокатор при довжині хвилі близько 30 см на висотах близько 100 км виявляв би об'єкти з мінімальними розмірами близько 0,7 см. Втім аналіз показав, що для астрометрії навколоземних астероїдів і прогнозу астероїдної небезпеки запропонований комплекс непридатний через малість енергії відбитої від навколоземних астероїдів і неприйнятно великі для прецизійної астрометрії систематичні похибки бістатичної системи.
11 листопада 2013 року антена К1 на 2-му майданчику була демонтована й утилізована для покриття фінансової заборгованості Національного центру управління та випробувань космічних засобів України.

### Після анексії Криму Росією
Після російської анексії Криму російські науковці вказували на можливість використання антен АДУ-1000 спільно з сучаснішим обладнанням, таким чином заощадивши на будівництві нових станцій зв'язку.

## В культурі
- У радянському фільмі 1972 року «Приборкання вогню» на фоні АДУ-100 відбувається сцена розмови майбутнього космонавта Юрія Гагаріна з головним героєм фільму, головним конструктором радянських ракет[25].